# Dům čp. 197 (Štramberk)
Dům čp. 197 stojí na ulici Zauličí ve Štramberku v okrese Nový Jičín. Roubený dům byl postaven na počátku 19. století. Byl zapsán do Ústředního seznamu kulturních památek ČR před rokem 1988 a je součástí městské památkové rezervace.

## Historie
Podle urbáře z roku 1558 bylo na náměstí postaveno původně 22 domů s dřevěným podloubím, kterým bylo přiznáno šenkovní právo a sedm usedlých na předměstí. Uprostřed náměstí stál pivovar. V roce 1614 je uváděno 28 hospodářů, fara, kostel, škola a za hradbami 19 domů. Za panování jezuitů bylo v roce 1656 uváděno 53 domů. První zděný dům čp. 10 byl postaven na náměstí v roce 1799. V roce 1855 postihl Štramberk požár, při němž shořelo na 40 domů a dvě stodoly. V třicátých letech 19. století stálo nedaleko náměstí ještě dvanáct dřevěných domů.
Původní roubený dům čp. 197 byl postaven na začátku 19. století. V průběhu let byl několikrát opravován, dům opravvován na počátku šedesátých let 20. století a na začátku 21. století. Dendrochronologický průzkum datoval kácení použitého jedlového dřeva do roku 1823. Objekt je příkladem původní předměstské zástavby ve Štramberku.

## Stavební podoba
Dům je přízemní roubená stavba na obdélném půdorysu, orientovaná štítovým průčelím do ulice, zděná zadní část domu je částečně zapuštěna do svahu. Dispozice je dvojdílná se síní a jizbou. Dům je rouben z otesaných trámů. Je postaven na vysoké omítnuté kamenné podezdívce, která vyrovnává svahovou nerovnost, je podsklepen, původní chlévy měly původně dva vchody z ulice, zůstal jen jeden. Štítové průčelí má dvě kastlíková okna, mezi nimi je výklenek obrázkem Panny Marie s dítětem malovaném na plechu. Štít je svisle bedněný s výzorníkem a podlomenicí v patě štítu. Střecha krytá šindelem je sedlová, nad štítem je polovalba. Na levé okapové straně vede kamenné schodiště ke vchodu do dřevěnice. K zadní části roubenky je přistavěna nová zděná budova.